# Bisdom Civitavecchia-Tarquinia
Het bisdom Civitavecchia-Tarquinia (Latijn: Dioecesis Centumcellarum-Tarquiniensis; Italiaans: Diocesi di Civitavecchia-Tarquinia) is een in Italië gelegen rooms-katholiek bisdom met zetel in de stad Civitavecchia in de provincie Rome. Het bisdom staat als immediatum onder rechtstreeks gezag van de Heilige Stoel.

## Geschiedenis
Paus Eugenius IV richtte met de bul In supremae dignitatis op 5 december 1435 het bisdom Corneto Tarquinia op en stelde het onder direct gezag van de Heilige Stoel. Op 14 juni 1854 werd het bisdom Civitavecchia toegevoegd.
Op 30 september 1986 werd de naam van het bisdom Tarquinia en Civitaveccia door de Congregatie voor de Bisschoppen met het decreet Instantibus votis veranderd in bisdom Civitavecchia-Tarquinia.

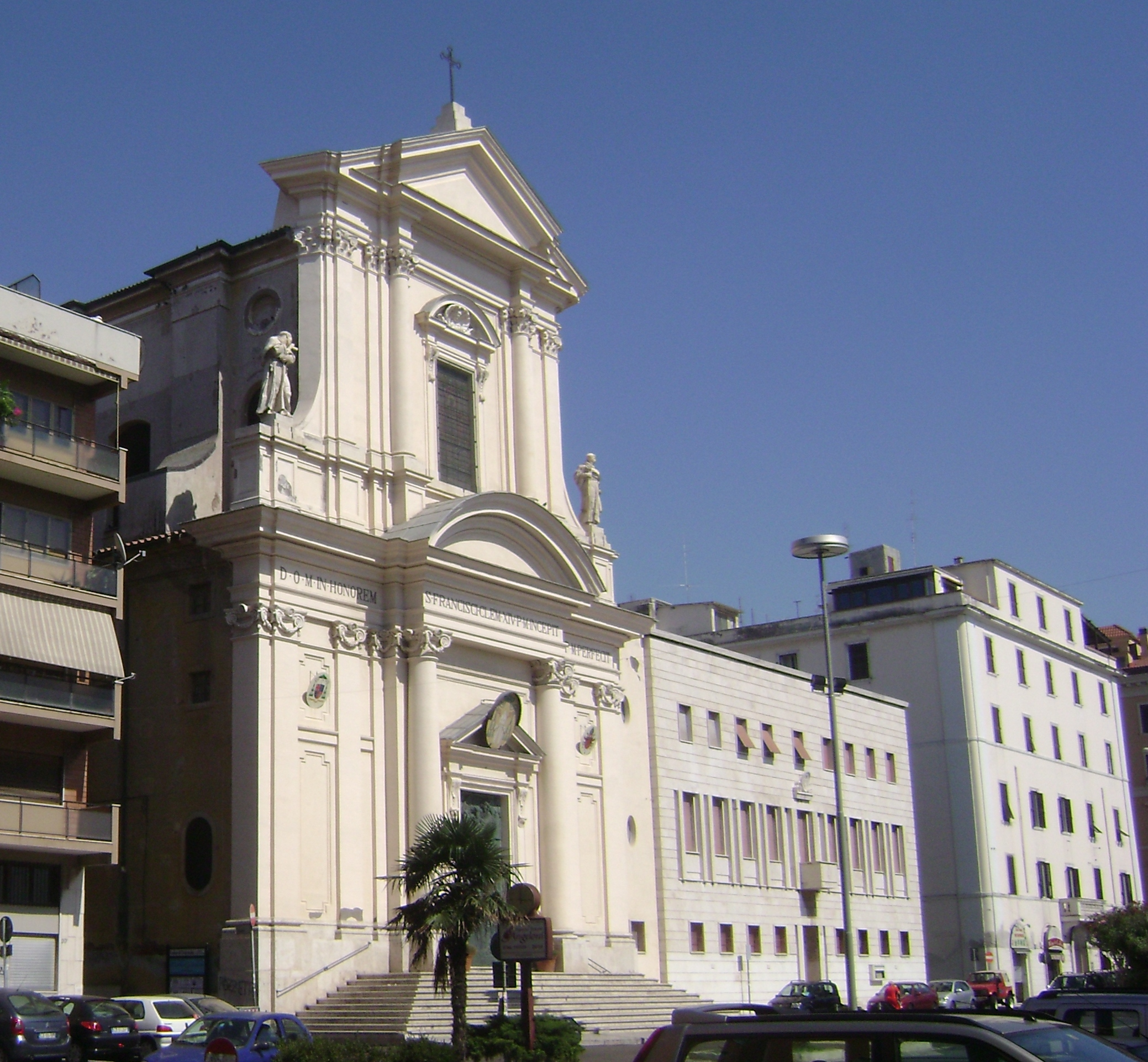
Kathedraal van Civitavecchia
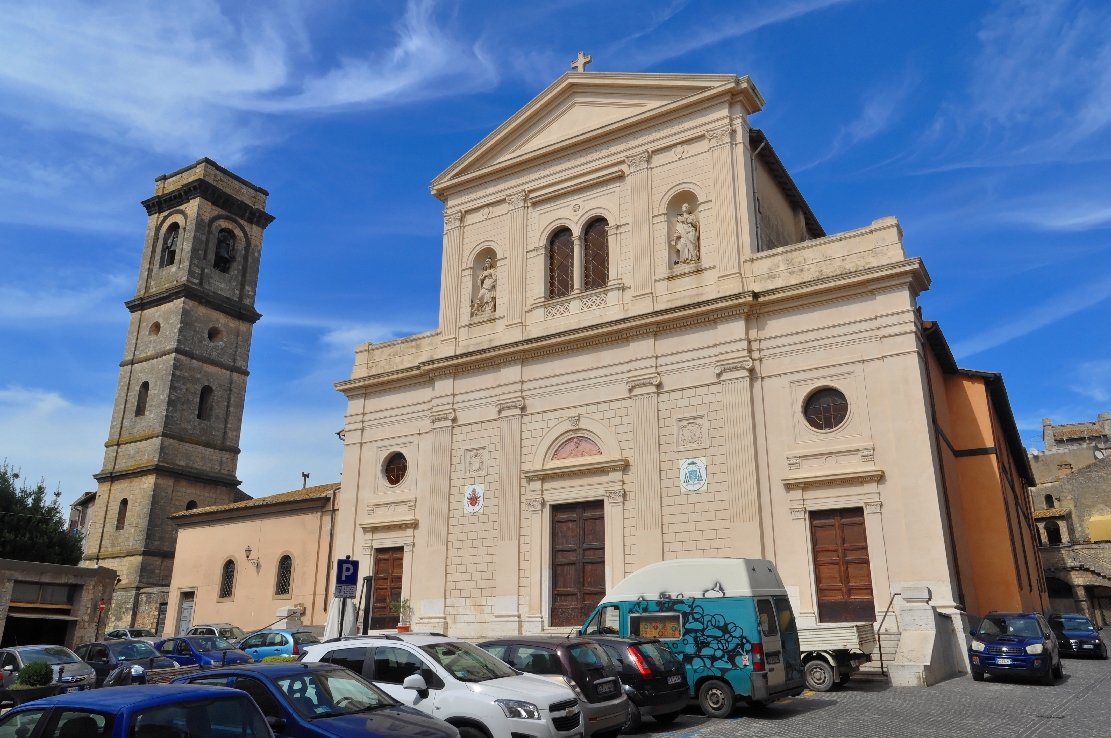
Cokathedraal van Tarquinia